# Moldova a 2020. évi nyári olimpiai játékokon
Moldova a japán Tokióban megrendezett 2020. évi nyári olimpiai játékok egyik részt vevő nemzete. Az országot 8 sportágban 20 sportoló képviselte, akik egy érmet szereztek.

## Érmesek
| Érem  | Versenyző          | Sportág    | Versenyszám      |
| ----- | ------------------ | ---------- | ---------------- |
| Bronz | Serghei Tarnovschi | Kajak-kenu | Férfi C-1 1000 m |

## Atlétika

### Férfi
| Versenyző        | Versenyszám   | Selejtező | Selejtező | Döntő    | Döntő    |
| Versenyző        | Versenyszám   | Eredmény  | Helyezés  | Eredmény | Helyezés |
| ---------------- | ------------- | --------- | --------- | -------- | -------- |
| Andrian Mardare  | Gerelyhajítás | 82,70 m   | 10.       | 83,30 m  | 7.       |
| Serghei Marghiev | Kalapácsvetés | 75,94 m   | 10.       | 75,24 m  | 12.      |

### Női
| Versenyző           | Versenyszám   | Selejtező | Selejtező | Döntő    | Döntő    |
| Versenyző           | Versenyszám   | Eredmény  | Helyezés  | Eredmény | Helyezés |
| ------------------- | ------------- | --------- | --------- | -------- | -------- |
| Alexandra Emilianov | Diszkoszvetés | 54,57 m   | 30.       | kiesett  | kiesett  |
| Zalina Petrivskaya  | Kalapácsvetés | 69,29 m   | 17.       | kiesett  | kiesett  |
| Dimitriana Surdu    | Súlylökés     | 16,55 m   | 28.       | kiesett  | kiesett  |

| Versenyző        | Versenyszám | Döntő    | Döntő    |
| Versenyző        | Versenyszám | Eredmény | Helyezés |
| ---------------- | ----------- | -------- | -------- |
| Lilia Fisicovici | Maraton     | 2:39:59  | 54.      |

## Birkózás
| Versenyző         | Versenyszám             | Nyolcaddöntő           | Negyeddöntő               | Elődöntő          | Vigaszág elődöntő | Bronz- mérkőzés     | Döntő   | Helyezés |
| ----------------- | ----------------------- | ---------------------- | ------------------------- | ----------------- | ----------------- | ------------------- | ------- | -------- |
| Victor Ciobanu    | Férfi 60 kg kötöttfogás | Kamal (TUR) · 8–0      | Sharshenbekov (KGZ) · 9–0 | Orta (CUB) · 0–11 |                   | Jemelin (ROC) · 1–4 | kiesett | 5.       |
| Anastasia Nichita | Női 57 kg               | Adekuoroye (NGR) · 5–0 | Nikolova (BUL) · 1–3      | kiesett           | kiesett           | kiesett             | kiesett | kiesett  |

## Cselgáncs
| Versenyző     | Versenyszám      | 32-es főtábla           | Nyolcaddöntő          | Negyeddöntő | Elődöntő | Vigaszág elődöntő | Bronz- mérkőzés | Döntő   | Helyezés |
| ------------- | ---------------- | ----------------------- | --------------------- | ----------- | -------- | ----------------- | --------------- | ------- | -------- |
| Denis Vieru   | Férfi harmatsúly | Nurillaev (UZB) · 10–00 | Cargnin (BRA) · 00–01 | kiesett     | kiesett  | kiesett           | kiesett         | kiesett | kiesett  |
| Victor Sterpu | Férfi könnyűsúly | Estrada (CUB) · 10–00   | Butbul (ISR) · 00–10  | kiesett     | kiesett  | kiesett           | kiesett         | kiesett | kiesett  |

## Íjászat
| Versenyző       | Versenyszám  | Selejtező | Selejtező | 64-es főtábla             | 32-es főtábla | Nyolcaddöntő | Negyeddöntő | Elődöntő | Döntő   | Helyezés |
| Versenyző       | Versenyszám  | Pont      | Kiemelt   | 64-es főtábla             | 32-es főtábla | Nyolcaddöntő | Negyeddöntő | Elődöntő | Döntő   | Helyezés |
| --------------- | ------------ | --------- | --------- | ------------------------- | ------------- | ------------ | ----------- | -------- | ------- | -------- |
| Dan Olaru       | Férfi egyéni | 648       | 49.       | Duenas (CAN) · 0–6        | kiesett       | kiesett      | kiesett     | kiesett  | kiesett | kiesett  |
| Alexandra Mîrca | Női egyéni   | 627       | 51.       | Jang Xiao-Lej (CHN) · 0–6 | kiesett       | kiesett      | kiesett     | kiesett  | kiesett | kiesett  |

## Kajak-kenu

### Férfi
| Versenyző          | Versenyszám | Előfutam | Előfutam | Negyeddöntő | Negyeddöntő | Elődöntő | Elődöntő | Döntő | Döntő    | Döntő    | Helyezés |
| Versenyző          | Versenyszám | Idő      | Hely.    | Idő         | Hely.       | Idő      | Hely.    | Típus | Idő      | Helyezés | Helyezés |
| ------------------ | ----------- | -------- | -------- | ----------- | ----------- | -------- | -------- | ----- | -------- | -------- | -------- |
| Serghei Tarnovschi | C-1 1000 m  | 4:02,794 | 1.       |             |             | 4:06,635 | 2.       | A     | 4:06,069 | 3.       | Bronz    |

### Női
| Versenyző                   | Versenyszám | Előfutam | Előfutam | Negyeddöntő | Negyeddöntő | Elődöntő | Elődöntő | Döntő   | Döntő    | Döntő    | Helyezés |
| Versenyző                   | Versenyszám | Idő      | Hely.    | Idő         | Hely.       | Idő      | Hely.    | Típus   | Idő      | Helyezés | Helyezés |
| --------------------------- | ----------- | -------- | -------- | ----------- | ----------- | -------- | -------- | ------- | -------- | -------- | -------- |
| Daniela Cociu               | C-1 200 m   | 48,338   | 3.       | 48,594      | 6.          | kiesett  | kiesett  | kiesett | kiesett  | kiesett  | kiesett  |
| Maria Olărașu               | C-1 200 m   | 50,607   | 7.       | 49,002      | 7.          | kiesett  | kiesett  | kiesett | kiesett  | kiesett  | kiesett  |
| Daniela Cociu Maria Olărașu | C-2 500 m   | 2:06,070 | 4.       | 2:03,434    | 2.          | 2:05,910 | 4.       | A       | 2:01,750 | 7.       | 7.       |

## Sportlövészet
| Versenyző  | Versenyszám     | Selejtező | Selejtező | Döntő   | Döntő    |
| Versenyző  | Versenyszám     | Pont      | Helyezés  | Pont    | Helyezés |
| ---------- | --------------- | --------- | --------- | ------- | -------- |
| Anna Dulce | Női légpisztoly | 557       | 48.       | kiesett | kiesett  |

## Súlyemelés
| Versenyző    | Versenyszám | Szakítás | Lökés  | Összesen | Helyezés |
| ------------ | ----------- | -------- | ------ | -------- | -------- |
| Marin Robu   | Férfi 73 kg | 155 kg   | 175 kg | 330 kg   | 8.       |
| Elena Cîlcic | Női 87 kg   | 105 kg   | 135 kg | 240 kg   | 8.       |

## Úszás
| Versenyző        | Versenyszám          | Előfutam | Előfutam | Előfutam | Elődöntő | Elődöntő | Elődöntő | Döntő   | Döntő    |
| Versenyző        | Versenyszám          | Idő      | Hely.    | Össz.    | Idő      | Hely.    | Össz.    | Idő     | Helyezés |
| ---------------- | -------------------- | -------- | -------- | -------- | -------- | -------- | -------- | ------- | -------- |
| Alexei Sancov    | Férfi 200 m gyors    | 1:47,46  | 4.       | 26.      | kiesett  | kiesett  | kiesett  | kiesett | kiesett  |
| Alexei Sancov    | Férfi 200 m pillangó | 1:57,55  | 6.       | 26.      | kiesett  | kiesett  | kiesett  | kiesett | kiesett  |
| Tatiana Salcuțan | Női 100 m hát        | 1:01,59  | 1.       | 28.      | kiesett  | kiesett  | kiesett  | kiesett | kiesett  |
| Tatiana Salcuțan | Női 200 m hát        | 2:09,98  | 4.       | 11.      | 2:10,09  | 6.       | 11.      | kiesett | kiesett  |